# Эстония на «Евровидении-2017»
Эстония участвовала на конкурсе песни Евровидение 2017 в Киеве, Украина. Участника выбирали на национальном отборе Eesti Laul 2017, организованный Эстонской общественной телерадиовещательной корпорацией. Эстонию на конкурсе песни Евровидение 2017 представил дуэт Койт Тооме и Лаура с песней «Verona» («Верона»). Эстония не смогла пройти в финал и заняла во 2-м полуфинале 14-е место, набрав 85 баллов.

## Национальный отбор
Eesti Laul 2017 стал 9-м национальным отбором, в данном случае на конкурс песни Евровидение 2017. Он состоял из двух полуфиналов, которые состоялись 11 и 18 февраля 2017 года соответственно, и финала, который состоялся 4 марта 2017 года. В финал вошли лучшие 10 песен из двух полуфиналов. Весь отбор вещался ETV и онлайн на сайте err.ee.

### Формат
Формат национального отбора состоит из двух полуфиналов и финала. Полуфиналы состоялись 11 и 18 февраля 2017 года соответственно, а финал — 4 марта 2017 года. Все песни участвовали в полуфиналах, и лишь те, которые вошли в пятёрку сильнейших в обоих полуфиналах, прошли в финал. Результаты полуфиналов были определены с помощью жюри и телезрителей в соотношении 50/50.Победитель в финале определялся в два раунда. В первом раунде определялись две лучшие песни с помощью жюри и телезрителей в соотношении 50/50, а в суперфинале посредством телеголосования определялся победитель. В награду победителю национального отбора, который представил Эстонию на конкурсе песни Евровидение 2017, присуждался денежный приз в размере €3,000. Эстонские авторы песен, соцсети и артисты, занявшие первые три места, также награждаются денежными призами по €1,000.

### Участники
6 сентября 2016 года Эстонская общественная телерадиовещательная корпорация открыла приём заявок артистов и композиторов и их записей песен до 1 декабря 2016 года. Все артисты и композиторы должны были иметь эстонское гражданство или быть резидентами Эстонии, и каждый артист и автор песен мог в состоянии представить только максимум три заявки, за исключением авторов песен, участвовавших в песенных лагерях, организованных Эстонской академией песни весной и осенью 2016 года. Иностранное сотрудничество было разрешено до тех пор, пока 50 % авторов песен были эстонцами. Всего было рекордных 242 добровольца, чем был побит рекорд 2016 года (238 добровольцев). Жюри из 11 членов отобрали лучших 20 артистов с их песнями, которые были объявлены на развлекательной программе Ringvaade 8 ноября 2016 года. В жюри вошли Андрес Пуусепп (радио Power Hit), Эрик Морна (радио 2, руководитель отдела музыки), Гарри Хаканен (музыкальный менеджер Uuden Musiikin Kilpailu), Ингрид Котла (музыкальный редактор), Кайди Кляйн (журналист), Кристель Ааслайд (музыкант), Олави Пайде (продюсерский центр Квадрат), Ове Петерсель (главный редактор радио Elmar), Пирет Ярвис (певица и журналист Эстонской общественной телерадиовещательной корпорации), Сиим Нестор (музыкальный журналист Eesti Ekspress) и Tоомас Пуна (программный директор радио Sky+).
Из всех участников национального отбора были Иво Линна, представивший Эстонию на конкурсе песни Евровидение 1996 вместе с Маарьей-Лийс Илус, Койт Тооме, представивший Эстонию на конкурсе песни Евровидение 1998, Лаура, представившая Эстонию на конкурсе песни Евровидение 2005 в составе группы Suntribe, Ленна Куурмаа, представившая Швейцарию на конкурсе песни Евровидение 2005 в составе группы Vanilla Ninja и Элина Борн, представившая Эстонию на конкурсе песни Евровидение 2015 вместе со Стигом Рястой, которые также участвовали ранее на национальном отборе.
| Артист                              | Песня                   | Язык       | Перевод                            | Композитор(ы)                                                                                |
| ----------------------------------- | ----------------------- | ---------- | ---------------------------------- | -------------------------------------------------------------------------------------------- |
| Almost Natural                      | «Electric»              | Английский | «Электрический»                    | Anis Arumets, Amiran Gorgazjan, Noah McNamara, Willie Weeks                                  |
| Alvistar Funk Association           | «Make Love, Not War»    | Английский | «Занимайтесь любовью, а не войной» | Margus Alviste, Inga Kaare, Jürgen Urbanik                                                   |
| Angeelia                            | «We Ride With Our Flow» | Английский | «Мы плывем по течению»             | Angeelia Maasik, Andres Kõpper                                                               |
| Antsud                              | «Vihm»                  | Эстонский  | «Дождь»                            | Aile Alveus-Krautmann                                                                        |
| Ariadne                             | «Feel Me Now»           | Английский | «Почувствуй меня сейчас»           | Margus Piik, Tomi Rahula, Anni Rahula                                                        |
| Carl-Philip                         | «Everything But You»    | Английский | «Все, кроме тебя»                  | Carl-Philip Madis, Carola Madis, Arno Krabman, Jaap Reesema, Leon Paul Palmen, Noah McNamara |
| Close To Infinity feat. Ian Karell  | «Sounds Like Home»      | Английский | «Музыка как дома»                  | Ian Robert Karell, Johannes Kanter, Sander Ulp, Tanel Kordemets                              |
| Daniel Levi                         | «All I Need»            | Английский | «Всё, что мне нужно»               | Daniel Levi Viinalass, Ago Teppand                                                           |
| Элина Борн                          | «In or Out»             | Английский | «Вход или выход»                   | Стиг Ряста, Vallo Kikas, Fred Krieger                                                        |
| Иво Линна                           | «Suur loterii»          | Эстонский  | «Большая лотерея»                  | Rainer Michelson, Urmas Jaarman                                                              |
| Janno Reim & Kosmos                 | «Valan pisaraid»        | Эстонский  | «Я лью слёзы»                      | Janno Reim                                                                                   |
| Karl-Kristjan & Whogaux feat. Maian | «Have You Now»          | Английский | «Имею тебя сейчас»                 | Karl-Kristjan Kingi, Hugo «Whogaux» Martin Maasikas, Maian Lomp                              |
| Керли                               | «Spirit Animal»         | Английский | «Тотемное животное»                | Керли Кыйв, Brian Ziff                                                                       |
| Койт Тооме & Лаура                  | «Verona»                | Английский | «Верона»                           | Свен Лыхмус                                                                                  |
| Laura Prits                         | «Hey Kiddo»             | Английский | «Эй, малыш»                        | Laura Prits, Andres Kõpper, Tara Nabi                                                        |
| Leemet Onno                         | «Hurricane»             | Английский | «Ураган»                           | Leemet Onno, Ed Struijlaart                                                                  |
| Ленна Куурмаа                       | «Slingshot»             | Английский | «Рогатка»                          | Ленна Куурмаа, Nicolas Rebscher, Michelle Leonard                                            |
| Лиис Лемсалу                        | «Keep Running»          | Английский | «Продолжай работать»               | Лиис Лемсалу, Mihkel Mattisen, Gustaf Svenungsson, Magnus Wallin                             |
| Расмус Ряндвее                      | «This Love»             | Английский | «Эта любовь»                       | Rasmus Rändvee, Ewert Sundja, Bert Prinkenfeld, Stewart James Brock                          |
| Уку Сувисте                         | «Supernatural»          | Английский | «Сверхъестественный»               | Уку Сувисте, Oliver Mazurtšak                                                                |

### 1-й полуфинал
1-й полуфинал состоялся 11 февраля 2017 года, провели его Отт Сепп и Мярт Аванди. Живая часть шоу была проведена в студии Эстонской общественной телерадиовещательной корпорации в Таллине, где артисты ожидали результатов своих выступлений, которые были сняты ранее и экранизированы 2 и 5 февраля 2017 года. Из 10 песен в финал прошли песни, вошедшие в пятёрку сильнейших. Всего от жюри и телезрителей было получено 19,057 голосов в 1-м раунде и 14,490 во 2-м раунде. В жюри 1-го полуфинала входили Metsakutsu, Кадри Вооранд, Нико Хыканен, Эва Пальм, Юри Пихель, Майа Вахтрамяэ, Стен Теппан, Александр Жеделёв, Ингрид Котла, Meisterjaan и Аллан Роосилехт.
 1-й раунд (Жюри и телеголосование)
 2-й раунд (только телеголосование)
| 1-й полуфинал — 11 февраля 2017 | 1-й полуфинал — 11 февраля 2017     | 1-й полуфинал — 11 февраля 2017 | 1-й полуфинал — 11 февраля 2017 | 1-й полуфинал — 11 февраля 2017 | 1-й полуфинал — 11 февраля 2017 | 1-й полуфинал — 11 февраля 2017 | 1-й полуфинал — 11 февраля 2017 | 1-й полуфинал — 11 февраля 2017 | 1-й полуфинал — 11 февраля 2017 | 1-й полуфинал — 11 февраля 2017 | 1-й полуфинал — 11 февраля 2017 | 1-й полуфинал — 11 февраля 2017 |
| Номер                           | Артист                              | Песня                           | Язык                            | Перевод                         | 1-й раунд                       | 1-й раунд                       | 1-й раунд                       | 1-й раунд                       | 1-й раунд                       | 1-й раунд                       | 2-й раунд                       | 2-й раунд                       |
| Номер                           | Артист                              | Песня                           | Язык                            | Перевод                         | Жюри                            | Жюри                            | Телеголосование                 | Телеголосование                 | Всего                           | Место                           | Телеголосование                 | Место                           |
| ------------------------------- | ----------------------------------- | ------------------------------- | ------------------------------- | ------------------------------- | ------------------------------- | ------------------------------- | ------------------------------- | ------------------------------- | ------------------------------- | ------------------------------- | ------------------------------- | ------------------------------- |
| 1                               | Элина Борн                          | «In or Out»                     | Английский                      | «Вход или выход»                | 85                              | 12                              | 1780                            | 5                               | 17                              | 3                               | —                               | —                               |
| 2                               | Carl-Philip                         | «Everything But You»            | Английский                      | «Все, кроме тебя»               | 63                              | 7                               | 726                             | 4                               | 11                              | 6                               | 1089                            | 3                               |
| 3                               | Laura Prits                         | «Hey Kiddo»                     | Английский                      | «Эй, малыш»                     | 37                              | 1                               | 660                             | 3                               | 4                               | 8                               | 696                             | 6                               |
| 4                               | Leemet Onno                         | «Hurricane»                     | Английский                      | «Ураган»                        | 38                              | 2                               | 599                             | 2                               | 4                               | 9                               | 743                             | 5                               |
| 5                               | Иво Линна                           | «Suur loterii»                  | Эстонский                       | «Большая лотерея»               | 61                              | 6                               | 4244                            | 12                              | 18                              | 1                               | —                               | —                               |
| 6                               | Ленна Куурмаа                       | «Slingshot»                     | Английский                      | «Рогатка»                       | 74                              | 10                              | 1912                            | 7                               | 17                              | 2                               | —                               | —                               |
| 7                               | Karl-Kristjan & Whogaux feat. Maian | «Have You Now»                  | Английский                      | «Имею тебя сейчас»              | 74                              | 8                               | 2509                            | 8                               | 16                              | 4                               | —                               | —                               |
| 8                               | Janno Reim & Kosmos                 | «Valan pisaraid»                | Эстонский                       | «Я лью слёзы»                   | 43                              | 3                               | 590                             | 1                               | 4                               | 10                              | 991                             | 4                               |
| 9                               | Ariadne                             | «Feel Me Now»                   | Английский                      | «Почувствуй меня сейчас»        | 52                              | 5                               | 4241                            | 10                              | 15                              | 5                               | 8065                            | 1                               |
| 10                              | Уку Сувисте                         | «Supernatural»                  | Английский                      | «Сверхъестественный»            | 45                              | 4                               | 1796                            | 6                               | 10                              | 7                               | 2906                            | 2                               |

### 2-й полуфинал
2-й полуфинал состоялся 18 февраля 2017 года, провели его Отт Сепп и Мярт Аванди. Живая часть шоу была проведена в студии Эстонской общественной телерадиовещательной корпорации в Таллине, где артисты ожидали результатов своих выступлений, которые были сняты ранее и экранизированы 2 и 5 февраля 2017 года. Из 10 песен в финал прошли песни, вошедшие в пятёрку сильнейших. Всего от жюри и телезрителей было получено 19,233 голосов в 1-м раунде и 12,366 во 2-м раунде. В жюри 2-го полуфинала входили Metsakutsu, Кадри Вооранд, Нико Хыканен, Эва Пальм, Юри Пихель, Майа Вахтрамяэ, Стен Теппан, Александр Жеделёв, Ингрид Котла, Meisterjaan и Аллан Роосилехт.
 1-й раунд (Жюри и телеголосование)
 2-й раунд (только телеголосование)
| 2-й полуфинал — 18 февраля 2017 | 2-й полуфинал — 18 февраля 2017    | 2-й полуфинал — 18 февраля 2017 | 2-й полуфинал — 18 февраля 2017 | 2-й полуфинал — 18 февраля 2017    | 2-й полуфинал — 18 февраля 2017 | 2-й полуфинал — 18 февраля 2017 | 2-й полуфинал — 18 февраля 2017 | 2-й полуфинал — 18 февраля 2017 | 2-й полуфинал — 18 февраля 2017 | 2-й полуфинал — 18 февраля 2017 | 2-й полуфинал — 18 февраля 2017 | 2-й полуфинал — 18 февраля 2017 |
| Номер                           | Артист                             | Песня                           | Язык                            | Перевод                            | 1-й раунд                       | 1-й раунд                       | 1-й раунд                       | 1-й раунд                       | 1-й раунд                       | 1-й раунд                       | 2-й раунд                       | 2-й раунд                       |
| Номер                           | Артист                             | Песня                           | Язык                            | Перевод                            | Жюри                            | Жюри                            | Телеголосование                 | Телеголосование                 | Всего                           | Место                           | Телеголосование                 | Место                           |
| ------------------------------- | ---------------------------------- | ------------------------------- | ------------------------------- | ---------------------------------- | ------------------------------- | ------------------------------- | ------------------------------- | ------------------------------- | ------------------------------- | ------------------------------- | ------------------------------- | ------------------------------- |
| 1                               | Койт Тооме & Лаура                 | «Verona»                        | Английский                      | «Верона»                           | 63                              | 6                               | 5226                            | 12                              | 18                              | 2                               | —                               | —                               |
| 2                               | Керли                              | «Spirit Animal»                 | Английский                      | «Тотемное животное»                | 93                              | 12                              | 2337                            | 8                               | 20                              | 1                               | —                               | —                               |
| 3                               | Daniel Levi                        | «All I Need»                    | Английский                      | «Всё, что мне нужно»               | 91                              | 10                              | 1109                            | 4                               | 14                              | 5                               | 4058                            | 1                               |
| 4                               | Лиис Лемсалу                       | «Keep Running»                  | Английский                      | «Продолжай работать»               | 83                              | 8                               | 2246                            | 7                               | 15                              | 4                               | —                               | —                               |
| 5                               | Close To Infinity feat. Ian Karell | «Sounds Like Home»              | Английский                      | «Музыка как дома»                  | 14                              | 1                               | 940                             | 2                               | 3                               | 9                               | 1578                            | 4                               |
| 6                               | Antsud                             | «Vihm»                          | Эстонский                       | «Дождь»                            | 41                              | 4                               | 1691                            | 6                               | 10                              | 6                               | 2245                            | 3                               |
| 7                               | Almost Natural                     | «Electric»                      | Английский                      | «Электрический»                    | 24                              | 2                               | 633                             | 1                               | 3                               | 10                              | 915                             | 6                               |
| 8                               | Расмус Ряндвее                     | «This Love»                     | Английский                      | «Эта любовь»                       | 81                              | 7                               | 2678                            | 10                              | 17                              | 3                               | —                               | —                               |
| 9                               | Alvistar Funk Association          | «Make Love, Not War»            | Английский                      | «Занимайтесь любовью, а не войной» | 30                              | 3                               | 1074                            | 3                               | 6                               | 8                               | 1305                            | 5                               |
| 10                              | Angeelia                           | «We Ride With Our Flow»         | Английский                      | «Мы плывем по течению»             | 52                              | 5                               | 1299                            | 5                               | 10                              | 7                               | 2265                            | 2                               |

### Финал
Финал состоялся 4 марта 2017 года в Саку-суурхалль в Таллине, провели его Отт Сепп и Мярт Аванди. В финал прошли 10 песен, по пять из обоих полуфиналов. В первом раунде голосовали жюри и телезрители (соотношение 50/50), тобрав три лучшие песни. Три из них, занявшие первые два места в первом раунде, проходят в суперфинал, где определяется победитель. Ими стали «Verona» в исполнении Койта Тооме и Лауры, «This Love» в исполнении Расмуса Ряндвее и «Spirit Animal» в исполнении Керли. Публичное голосование в первом раунде зарегистрировало 100,578 голосов. В суперфинале побеждает «Verona» в исполнении Койта Тооме и Лауры. Публичное телеголосование в суперфинале зарегистрировало 80,360 голосов. В дополнение в интервал-акте выступали Юри Поотсманн, представлявший Эстонию на конкурсе песни Евровидение 2016, Монс Сельмерлёв, победитель конкурсе песни Евровидение 2015 и группа Beyond Beyond. В жюри вошли Монс Сельмерлёв, Тоомас Эдур, Юлия Бали, Гарри Хаканен, Марью Ляник, Вальнер Вальме, Генри Кырвитс, Сиим Нестор, Пирет Крумм, Алон Амир и Поли Генова.
| Финал — 4 марта 2017 | Финал — 4 марта 2017                | Финал — 4 марта 2017 | Финал — 4 марта 2017 | Финал — 4 марта 2017     | Финал — 4 марта 2017 | Финал — 4 марта 2017 | Финал — 4 марта 2017 | Финал — 4 марта 2017 | Финал — 4 марта 2017 | Финал — 4 марта 2017 |
| Номер                | Артист                              | Песня                | Язык                 | Перевод                  | Жюри                 | Жюри                 | Телеголосование      | Телеголосование      | Всего                | Место                |
| -------------------- | ----------------------------------- | -------------------- | -------------------- | ------------------------ | -------------------- | -------------------- | -------------------- | -------------------- | -------------------- | -------------------- |
| 1                    | Лиис Лемсалу                        | «Keep Running»       | Английский           | «Продолжай работать»     | 62                   | 6                    | 4880                 | 4                    | 10                   | 7                    |
| 2                    | Койт Тооме & Лаура                  | «Verona»             | Английский           | «Верона»                 | 60                   | 5                    | 27759                | 12                   | 17                   | 2                    |
| 3                    | Karl-Kristjan & Whogaux feat. Maian | «Have You Now»       | Английский           | «Имею тебя сейчас»       | 71                   | 8                    | 8362                 | 5                    | 13                   | 4                    |
| 4                    | Ленна Куурмаа                       | «Slingshot»          | Английский           | «Рогатка»                | 62                   | 7                    | 3422                 | 2                    | 9                    | 8                    |
| 5                    | Daniel Levi                         | «All I Need»         | Английский           | «Всё, что мне нужно»     | 49                   | 2                    | 3657                 | 3                    | 5                    | 9                    |
| 6                    | Элина Борн                          | «In or Out»          | Английский           | «Вход или выход»         | 45                   | 1                    | 3057                 | 1                    | 2                    | 10                   |
| 7                    | Иво Линна                           | «Suur loterii»       | Эстонский            | «Большая лотерея»        | 57                   | 4                    | 14002                | 8                    | 12                   | 5                    |
| 8                    | Расмус Ряндвее                      | «This Love»          | Английский           | «Эта любовь»             | 77                   | 10                   | 8617                 | 6                    | 16                   | 3                    |
| 9                    | Ariadne                             | «Feel Me Now»        | Английский           | «Почувствуй меня сейчас» | 55                   | 3                    | 12325                | 7                    | 10                   | 6                    |
| 10                   | Керли                               | «Spirit Animal»      | Английский           | «Тотемное животное»      | 100                  | 12                   | 14497                | 10                   | 22                   | 1                    |

| Подробное голосование жюри | Подробное голосование жюри | Подробное голосование жюри | Подробное голосование жюри | Подробное голосование жюри | Подробное голосование жюри | Подробное голосование жюри | Подробное голосование жюри | Подробное голосование жюри | Подробное голосование жюри | Подробное голосование жюри | Подробное голосование жюри | Подробное голосование жюри | Подробное голосование жюри | Подробное голосование жюри |
| Номер                      | Песня                      | М. Сельмерлёв              | Т. Эдур                    | Ю. Бали                    | Г. Хаканен                 | М. Ляник                   | В. Вальме                  | Г. Кырвитс                 | С. Нестор                  | П. Крумм                   | А. Амир                    | П. Генова                  | Всего                      | Место                      |
| -------------------------- | -------------------------- | -------------------------- | -------------------------- | -------------------------- | -------------------------- | -------------------------- | -------------------------- | -------------------------- | -------------------------- | -------------------------- | -------------------------- | -------------------------- | -------------------------- | -------------------------- |
| 1                          | «Keep Running»             | 6                          | 4                          | 4                          | 8                          | 6                          | 5                          | 3                          | 6                          | 7                          | 5                          | 8                          | 62                         | 6                          |
| 2                          | «Verona»                   | 5                          | 8                          | 12                         | 5                          | 12                         | 3                          | 2                          | 2                          | 2                          | 6                          | 3                          | 60                         | 5                          |
| 3                          | «Have You Now»             | 10                         | 5                          | 2                          | 2                          | 1                          | 12                         | 8                          | 7                          | 6                          | 8                          | 10                         | 71                         | 8                          |
| 4                          | «Slingshot»                | 4                          | 2                          | 5                          | 12                         | 10                         | 6                          | 7                          | 1                          | 8                          | 3                          | 4                          | 62                         | 7                          |
| 5                          | «All I Need»               | 7                          | 1                          | 1                          | 7                          | 3                          | 1                          | 1                          | 10                         | 4                          | 7                          | 7                          | 49                         | 2                          |
| 6                          | «In or Out»                | 2                          | 3                          | 10                         | 6                          | 4                          | 4                          | 6                          | 3                          | 3                          | 2                          | 2                          | 45                         | 1                          |
| 7                          | «Suur loterii»             | 1                          | 12                         | 3                          | 3                          | 8                          | 8                          | 4                          | 4                          | 5                          | 4                          | 5                          | 57                         | 4                          |
| 8                          | «This Love»                | 8                          | 7                          | 7                          | 1                          | 5                          | 2                          | 5                          | 8                          | 10                         | 12                         | 12                         | 77                         | 10                         |
| 9                          | «Feel Me Now»              | 3                          | 6                          | 6                          | 4                          | 2                          | 7                          | 12                         | 12                         | 1                          | 1                          | 1                          | 55                         | 3                          |
| 10                         | «Spirit Animal»            | 12                         | 10                         | 8                          | 10                         | 7                          | 10                         | 10                         | 5                          | 12                         | 10                         | 6                          | 100                        | 12                         |

| Суперфинал — 4 марта 2017 | Суперфинал — 4 марта 2017 | Суперфинал — 4 марта 2017 | Суперфинал — 4 марта 2017 | Суперфинал — 4 марта 2017 | Суперфинал — 4 марта 2017 | Суперфинал — 4 марта 2017 |
| Номер                     | Артист                    | Песня                     | Язык                      | Перевод                   | Телеголосование           | Место                     |
| ------------------------- | ------------------------- | ------------------------- | ------------------------- | ------------------------- | ------------------------- | ------------------------- |
| 1                         | Керли                     | «Spirit Animal»           | Английский                | «Тотемное животное»       | 23901 (30 %)              | 2                         |
| 2                         | Расмус Ряндвее            | «This Love»               | Английский                | «Эта любовь»              | 11641 (15 %)              | 3                         |
| 3                         | Койт Тооме & Лаура        | «Verona»                  | Английский                | «Верона»                  | 44818 (55 %)              | 1                         |

## Евровидение 2017
Эстония выступила во 2-м полуфинале, 11 мая 2017 года, под 17-м номером. Изначально Эстония находилась под 18-м номером, однако 13 апреля 2017 года, из-за выдворения России из конкурса Эстония оказалась на 17-м месте. Эстония заняла 14-е место в полуфинале, набрав 85 баллов, и поэтому не прошла финал.

### Результаты голосования за Эстонию
| Результаты голосования за Эстонию (2-й полуфинал) | Результаты голосования за Эстонию (2-й полуфинал) | Результаты голосования за Эстонию (2-й полуфинал) | Результаты голосования за Эстонию (2-й полуфинал) | Результаты голосования за Эстонию (2-й полуфинал) |
| Телеголосование                                   | Телеголосование                                   | Телеголосование                                   | Телеголосование                                   | Телеголосование                                   |
| 12 баллов                                         | 10 баллов                                         | 8 баллов                                          | 7 баллов                                          | 6 баллов                                          |
| ------------------------------------------------- | ------------------------------------------------- | ------------------------------------------------- | ------------------------------------------------- | ------------------------------------------------- |
| - Литва                                           |                                                   | - Болгария - Украина                              |                                                   | - Франция - Израиль                               |
| 5 баллов                                          | 4 балла                                           | 3 балла                                           | 2 балла                                           | 1 балл                                            |
| - Норвегия                                        | - Венгрия - Македония                             | - Германия - Ирландия - Румыния                   | - Болгария - Дания - Мальта                       | - Швейцария                                       |
| Жюри                                              |                                                   |                                                   |                                                   |                                                   |
| 12 баллов                                         | 10 баллов                                         | 8 баллов                                          | 7 баллов                                          | 6 баллов                                          |
|                                                   |                                                   |                                                   | - Израиль                                         |                                                   |
| 5 баллов                                          | 4 балла                                           | 3 балла                                           | 2 балла                                           | 1 балл                                            |
|                                                   |                                                   | - Мальта                                          | - Австрия - Македония                             | - Болгария - Дания                                |

### Баллы, данные Эстонией
| 2-й полуфинал | 2-й полуфинал   | 2-й полуфинал | 2-й полуфинал |
| Счёт          | Телеголосование | Жюри          |               |
| ------------- | --------------- | ------------- | ------------- |
| 12 баллов     | Румыния         | Болгария      |               |
| 10 баллов     | Болгария        | Норвегия      |               |
| 8 баллов      | Венгрия         | Дания         |               |
| 7 баллов      | Ирландия        | Ирландия      |               |
| 6 баллов      | Беларусь        | Нидерланды    |               |
| 5 баллов      | Хорватия        | Австрия       |               |
| 4 балла       | Израиль         | Мальта        |               |
| 3 балла       | Норвегия        | Швейцария     |               |
| 2 балла       | Нидерланды      | Венгрия       |               |
| 1 балл        | Литва           | Сербия        |               |

| Финал     | Финал           | Финал          | Финал |
| Счёт      | Телеголосование | Жюри           |       |
| --------- | --------------- | -------------- | ----- |
| 12 баллов | Бельгия         | Болгария       |       |
| 10 баллов | Португалия      | Норвегия       |       |
| 8 баллов  | Венгрия         | Португалия     |       |
| 7 баллов  | Болгария        | Австралия      |       |
| 6 баллов  | Румыния         | Великобритания |       |
| 5 баллов  | Италия          | Дания          |       |
| 4 балла   | Молдова         | Нидерланды     |       |
| 3 балла   | Швеция          | Швеция         |       |
| 2 балла   | Беларусь        | Бельгия        |       |
| 1 балл    | Франция         | Венгрия        |       |